# CR新大江戸日記
CR新大江戸日記（-しんおおえどにっき）は、2006年にニューギンが開発、発売したデジパチタイプのパチンコ。同社が発売した『大江戸日記』の後継シリーズ機種。

## 概要
突然確率変動タイプ。同年代に発売されている同程度のスペックを持つデジパチと比較、数値のみをとらえると確率値自体は甘めに設定されている（いわゆる「ミドルスペック」）。また、その代償として、突然確率変動確率が大幅に高いこと、時短機能がないこと、大入賞口払出しが14玉であることから出玉が少なめであること、確率変動の潜伏が判別しにくいため、やめ時が難しいことなどがあげられる。ゲーム中はモードという演出上の概念があり、前作の『大江戸日記』同様、夜背景がカギを握るような趣向になっている。「通常モード」、「三日月モード」、「半月モード」、「満月モード」、「赤月モード」、「継続中」のゲームモードを持つ。また、内部的には通常、確率変動（電動チューリップサポート（以下電サポ）あり）、確率変動（電サポなし）に分かれる。「赤月」、「継続中」は確率変動（電サポあり）であるが、その他のモードは確率変動（電サポあり）を否定するが、確率変動（電サポなし）（＝潜伏確変）を否定しない。そのため、潜伏確変かどうかなど、台の状態を推理、把握しながらプレイすることが勝敗を分ける重要な要素となる。当機においては内部的な確率変動状態は一部機種で見られる終了抽選を行わないため、いわゆる「成り下がり」は起こらない。結果、モードアップによって月が満ちていくほど打ち手に確率変動を期待させるという趣旨のゲーム性になっている。モードチェンジ演出でデジタルが揃い、そのまま当たる場合もある。

## 特徴
- 液晶表示機が360度回転する。表示器縦横の切り替わり機能はすでに『CRタイガーマスク』（エース電研、2004年8月）で実現しているが、液晶表示機が360度回転する要素を用いた演出は当機が初である。
- 「大」、「江」、「戸」と書かれたカラ傘を模したギミックが盤面上で回転する。
- 液晶演出の一部では3DCGを採用している。
- 図柄「三・五・七・十（プレミア図柄）」特賞当選時、「Ever So 抱きしめたい」、その他の図柄特賞当選時、「Shadow」が流れる。
- 図柄「一・二・四・六・八・九」当選時の大当たりは、「優雅」のバトルモードとなる。ラウンド12以降の展開で期待度が変わるが、最終ラウンド終了直後まで確変自体は確定しない。「優雅」「勝利」で確変確定。負けてもタッチセンサーによる姫登場演出の発生による継続確定や、「大当たり終了」の場合でも潜伏確変の可能性がある。
- 「赤月」、「継続中」に2R当たりを引いた場合、図柄「三・五・七」のはずれリーチに置き換えられる（確変、電動サポは現状維持となる）。
- 当機では通常時の電動チューリップ開放時間が確変時よりは若干短いものの、入賞が現実的な長さになっており、ちょっとしたオマケ機能の役目を果たす。

## 図柄
- 「一（緑黒子）」
- 「二（青黒子）」
- 「三（優雅）」（確変）
- 「四（青黒子）」
- 「五（獅子丸）」（確変）
- 「六（青黒子）」
- 「七（さくら姫）」（確変）
- 「八（青黒子）」
- 「九（緑黒子）」
- 「十（赤黒子）」（確変・なかなか出現しないチャンス図柄）

## 台状態の判別方法
- 直接的には当落にかかわらず回転が終了し、右下ランプ点灯が行われた場合において、判別出来る。
- ランプ「2R」点灯時、確率変動突入確定。「15R」は大当たり確定。「2R」、「15R」どちらのランプも未消灯にてアタッカーが開放した場合、中あたりが確定（台の状態は現状維持となる）。
- 大当たりは電サポの有無を含め、7つの桜の花びら形のランプの組み合わせにて振り分けられる。

## シリーズ
- 『CR新大江戸日記SCF』（2006年）
  - 大当たり確率 低確率1/298.25 高確率1/33.14
  - 確率変動割合 65.4%（2R大当たりを含まない）
  - ST 10000回転
  - 賞球数 3&9&10&14 大当たり15R9C
  - 確率変動図柄「三・五・七」または「十（赤黒子・プレミア図柄）」
  - 通常図柄「一・二・四・六・八・九」
    - 実際の大当たり、確変の有無は桜の花びらを模した右下ランプの7つの組み合わせで決定する。

## 演出
- 予告演出
- 黒子予告

4種類あり、それぞれにステップアップの要素がある。複合して登場することもある。赤黒子で期待大。4人赤黒子登場は大当たり予告のプレミアム演出。
- - 「黒子連打予告」 液晶画面右上より「PUSH」看板を持って登場。タッチセンサー連打発展で液晶が傾きだし、昼夜回転に発展のチャンス。
  - 「黒子ムササビ予告」液晶画面上より紅白の縄にぶらさがって登場。ムササビのように唐草風呂敷で飛び降りると期待大（めったに飛び降りないが、飛び降りてリーチがかかっても大当たり確定ではない）。この黒子のみステップ演出が2段階のみ。
  - 「黒子変身予告」くのいちが登場し、液晶回転演出に発展で期待大。途中のカットインキャラ（さくら姫（3DCG）＞さくら姫＞獅子丸＞優雅）登場で期待度が変化する。リーチ演出が発展せずそのまま大当たりのパターンもある。
  - 「黒子地震予告」ビラが撒かれ、地震を予告（弱、中、強、超（プレミアム））液晶が揺れるとメーターが出現。タッチセンサーの連打で5%、10％…とメーターが上がり、期待度が変わる。99％到達で大当たり予告のプレミアム演出。

- 背景チェンジ
  - 一瞬画面が暗くなり、背景（季節）がチェンジする。2段階チェンジ、リーチ直後に液晶が回転し、夜背景になったら期待大。

- 十図柄変化
  - リーチで期待大。大当たり時は確率変動確定。

- すべり演出
  - 右図柄が再始動、右図柄再始動後、2度目のすべりが左右同時だと期待大。

- リーチ演出
  - 「ノーマルリーチ」通常は期待薄。しかし予告が派手であれば逆に期待大となる。中絵柄停止後に図柄が震えると再始動のチャンス。

## 登場人物
- さくら姫 当機のヒロイン
- 優雅 当機のヒーロー。通常図柄大当たり時に牙狼丸と決戦を行う。
- 獅子丸
- 牙狼丸 優雅のライバル